# 叶夫根尼·恰佐夫
叶夫根尼·伊万诺维奇·恰佐夫（俄語：Евге́ний Ива́нович Ча́зов，1929年6月10日—2021年11月11日）是苏联医学博士、心脏病专家、苏联卫生部部长，苏联几任领导人的主治医生。
恰佐夫是国际防止核战争医生组织的联合创始人之一。该组织于1985年获颁诺贝尔和平奖。

## 著作
- 叶夫根尼·恰佐夫. . 由纪玉祥翻译. 北京: 红旗出版社. 1993年. ISBN 7-80068-487-3.

## 荣誉
- 社会主义劳动英雄荣誉称号（1978年6月27日）
- 一级祖国功勋勋章（2009年6月10日）
- 二级祖国功勋勋章（2004年6月12日）
- 三级祖国功勋勋章（2014年10月25日）
- 四级祖国功勋勋章（2019年6月13日）
- 列宁勋章（四次：1969年，1976年，1978年，1981年）
- 俄罗斯苏维埃联邦社会主义共和国功勋科学家荣誉称号（1974年1月25日）
- 罗蒙诺索夫金质奖章（2003年）
- 劳动光荣勋章（摩尔多瓦，2003年）[4]